# James Ax
Pour les articles homonymes, voir Ax.
James Burton Ax (10 janvier 1937 - 11 janvier 2006) est un mathématicien américain qui a prouvé plusieurs résultats dans les domaines de l'algèbre et de la théorie des nombres, notamment grâce à la théorie des modèles. Il a partagé le septième prix Frank Nelson Cole avec Simon Kochen, pour des travaux communs sur les équations diophantiennes, publiés dans une série d'articles,,.

## Biographie
James Ax a obtenu son diplôme de docteur de l'université de Californie à Berkeley en 1961 sous la direction de Gerhard Hochschild. Sa dissertation portait sur L'intersection de groupes de normes. Après avoir passé un an à l'université Stanford, il a rejoint la faculté de mathématiques de l'université Cornell. En 1969, il a rejoint le département de mathématiques de l'université d'État de New York à Stony Brook et y resté jusqu'en 1977. Dans les années 1980, lui et James Simons ont fondé une entreprise de finance, Axcom Trading Advisors, qui a par la suite été acquise par Renaissance Technologies et renommée Medallion Fund, en hommage au prix Frank Nelson Cole, qui avait été décerné à James Ax, ainsi qu'au prix Oswald Veblen décerné à James Simons.
La bibliothèque Ax du département de mathématiques de l'université de Californie à San Diego héberge ses manuscrits mathématiques.